# Carpodromo

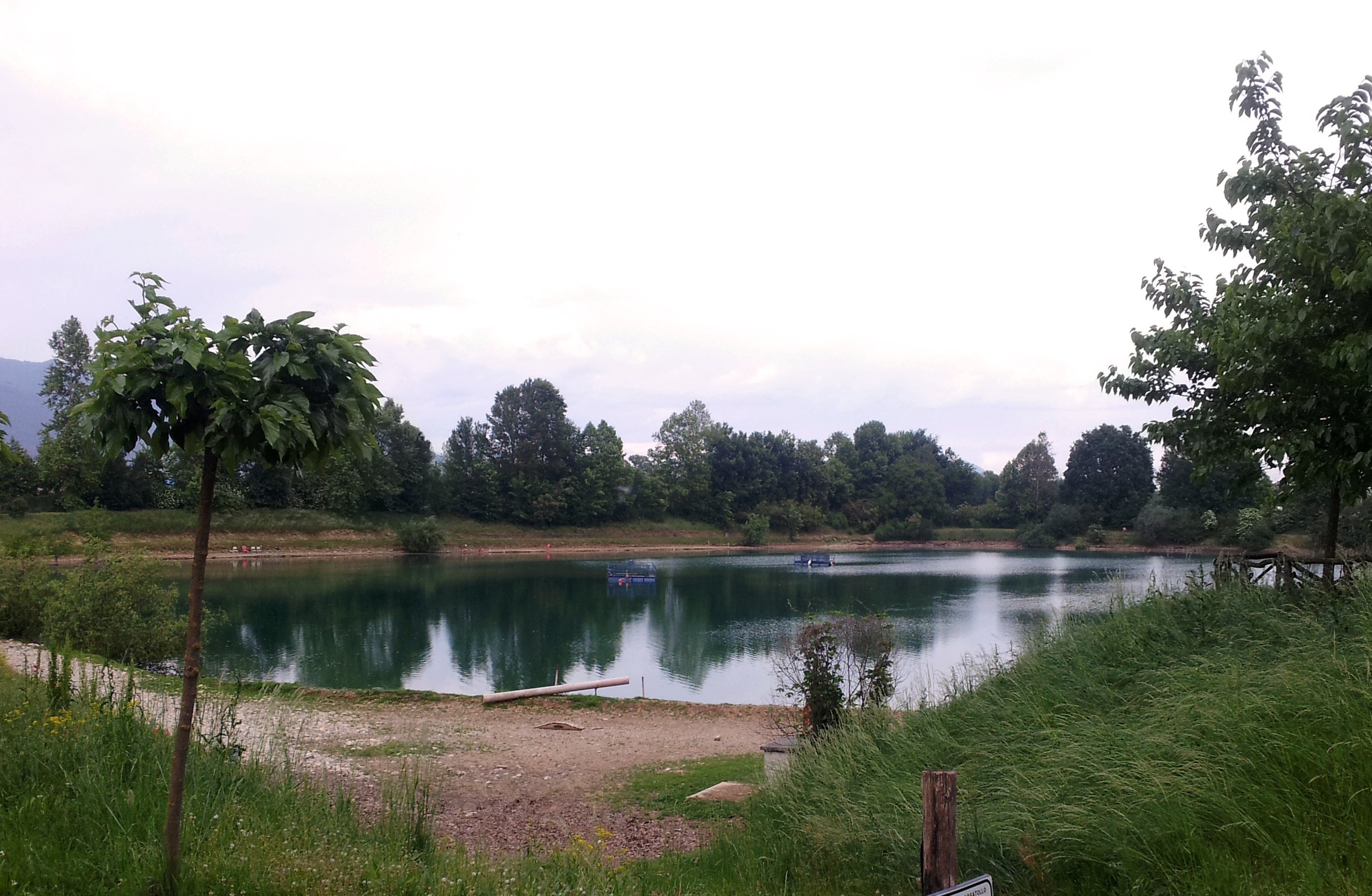
Un carpodromo in un'ex cava di sabbia

Il carpodromo è solitamente un laghetto di piccole o medie dimensioni (spesso una ex cava) destinato alla pesca sportiva nel quale vengono immessi carpe, amur, breme, carassi. La pesca nel carpodromo è di tipo "catch & release", il pesce pescato viene tenuto vivo in una capiente nassa e rilasciato a fine pesca, oppure rilasciato immediatamente.
La tecnica di pesca più usata è quella con la canna fissa denominata "roubasienne": una canna ad innesti che raggiunge lunghezze attorno ai 13 metri. Il recupero del pesce viene effettuato facendo scorrere la canna su un apposito rullo fino ad una lunghezza di circa 4 metri (dipendente dalla profondità del posto di pesca) con la quale si completa il recupero del pesce. Normalmente la canna è dotata di un "elastico" che si trova tra la parte terminale (cimino) e la lenza, che consente di poter "duellare" con pesci di taglia anche con lenze relativamente sottili, assorbendo le fughe del pesce. Le esche più comuni sono i bigattini, il mais e il verme di terra.